# Дарзциемс
Дарзциемс (на латвийски: Dārzciems или) е един от 58-те квартала на Рига. Разположен е в административния район Латгале. Има население от 21 139 души и обща площ възлизаща на 4,577 km². В западната част на квартала са разположени множество едно- и двуетажни къщи, а източната е доминирана от многоетажни жилищни постройки.